# Agrilus lampyrus
Agrilus lampyrus é uma espécie de inseto do género Agrilus, família Buprestidae, ordem Coleoptera.
Foi descrita cientificamente por Curletti & Goergen, 2011.